# Amastus aloniae
Amastus aloniae là một loài bướm đêm thuộc phân họ Arctiinae, họ Erebidae.